# Élections législatives mauriciennes de 1987

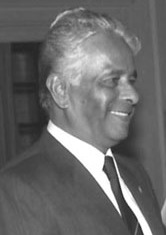
Anerood Jugnauth

Les élections législatives mauriciennes de 1987 sont une élection législative à Maurice le 30 août 1987. 
L'alliance entre le mouvement socialiste militant, le parti travailliste mauricien et le parti mauricien social démocrate remporte 44 des 70 sièges mis en jeu.
60 sièges sont mis en jeu au scrutin sur l'Île Maurice, 2 à Rodrigues (remportés par l'organisation du peuple rodriguais), 8 correspondent au système "Best loser".